# Hasselbick
Hasselbick ist eine Ortschaft von Wipperfürth im Oberbergischen Kreis im Regierungsbezirk Köln in Nordrhein-Westfalen (Deutschland).

## Lage und Beschreibung
Hasselbick liegt im Norden von Wipperfürth in 660 m Entfernung zur Neyetalsperre. Nachbarorte sind Berghof, Großblumberg, Hambüchen und Harhausen. Im Norden der Ortschaft fließt der Hambüchener Bach vorbei, im Süden des Ortes entspringt der Voßkuhler Siepen.
Politisch wird der Ort durch den Direktkandidaten des Wahlbezirks 02 (020) Sanderhöhe und Wolfsiepen im Rat der Stadt Wipperfürth vertreten.

## Geschichte
1530 wird der Ort erstmals unter der Bezeichnung „Haisselbyck“ in Kirchenrechnungen der katholischen Kirchengemeinde St. Nikolaus Wipperfürth genannt. Auf der Karte Topographia Ducatus Montani aus dem Jahre 1715 besteht „Haselbeck“ aus drei Höfen. Die Karte Topographische Aufnahme der Rheinlande von 1825 benennt die Hofschaft mit „Hasselbek“ und zeigt auf umgrenztem Hofraum fünf getrennt voneinander liegende Grundrisse. Mit der Karte (Preußische Neuaufnahme) von 1894 bis 1896 wird die heute gebräuchliche Name „Hasselbick“ verwendet.

## Busverbindungen
Über die Linie 338 der Haltestelle Harhausen, beziehungsweise über die Linien der Haltestelle Wipperfürth Busbahnhof Sugères-Platz (VRS/OVAG) ist eine Anbindung an den öffentlichen Personennahverkehr gegeben.

## Wanderwege
Die vom SGV ausgeschilderten Wanderwege ◇6: Wupperweg, X28: Graf-Engelbert-Weg, der mit dem Symbol Halbes Mühlrad: Straße der Arbeit bezeichnete Weg und ein Zugangsweg zum Weg Rund um Wipperfürth führen durch den Ort.